# Cho Seung-woo
Dans ce nom coréen, le nom de famille, Cho, précède le nom personnel.
Cho Seung-woo (hangeul : 조승우)) est un acteur sud-coréen, né le 28 mars 1980 à Séoul. Il est connu pour les rôles principaux dans les films The Classic (클래식, 2003), Marathon (말아톤, 2005) et Inside Men (내부자 들, 2015), ainsi que dans la série télévisée Stranger (비밀의 숲, 2017).

## Filmographie

### Films
- 2000 : Le Chant de la fidèle Chunhyang (춘향뎐) de Im Kwon-taek : Lee Mong-ryong
- 2001 : Wanee and Junah (와니와 준하) de Kim Yong-gyun : Lee Yeong-min
- 2002 : Who Are You (후아유) de Choi Ho : Ji Hyeong-tae
- 2002 : H de Lee Jong-hyeok : Shin Hyeon
- 2003 : The Classic (클래식) de kwak Jae-Yong : Oh Joon-ha
- 2004 : La Pègre (하류인생) de Im Kwon-taek : Choi Tae-woong
- 2005 : Marathon (말아톤) de Jeong Yoon-cheol : Yoon Cho-won
- 2006 : Love Phobia (도마뱀) de Kang Ji-eun : Cha Jo-kang
- 2006 : Tazza: The High Rollers (타짜) de Choi Dong-hoon : Go-ni
- 2008 : Go Go 70s (고고70) de Choi Ho : Lim Sang-gyoo
- 2009 : The Sword with No Name (불꽃처럼 나비처럼) de Kim Yong-gyun : Moo-myeong
- 2011 : Perfect Game (퍼펙트 게임) de Park Hee-gon : Choi Dong-won
- 2012 : The Peach Tree (복숭아나무) de Koo Hye-seon : Choi Sang-hyeon
- 2015 : Assassination (암살) de Choi Dong-hoon : Kim Won-bong
- 2015 : Inside Men (내부자들) de Woo Min-ho : Woo Jang-hoon
- 2018 : Fengshui (명당) de Park Hee-gon : Park Jae-sang

### Séries télévisées
- 2012 : The Horse Healer (마의) de Lee Byeong-hoon : Baek Gwang-hyeon
- 2013 : Lee Sang That Lee Sang (이상 그 이상) de Choi Jeong-gyoo : Lee Sang
- 2014 : God's Gift: 14 Days (신의 선물 - 14일) de Lee Dong-hoon : Gi Dong-chan
- 2017 : Stranger (비밀의 숲) de Ahn Gil-ho : Hwang Si-mok
- 2018 : Life (라이프) de Hong Jong-chan  : Goo Seung-hyo
- 2020 : Stranger 2 (비밀의 숲 2) de Park Hyun-seok : Hwang Si-mok
- 2021 : Sisyphus: The Myth (시지프스 : the myth) de Jin Hyuk : Han Tae-sul
- 2023 : Divorce Attorney Shin (신성한, 이혼) de Lee Jae-hoon : Shin Sung-han

## Discographie
| Année | Titre | Album                                                | Notes                                                                       |
| ----- | --- | ---------------------------------------------------- | --------------------------------------------------------------------------- |
| 2001  | "아미의 꿈" | B.O. Ahmijimong                                      |                                                                             |
| 2002  | "어쩌나 이마음" "우리는" "사랑하고 있다면" "뭐였을까" "무례와 사랑" "번갯불에 쏘인 것처럼" "제발" | The Sorrows of Young Werther                         | avec Chu Sang-mi, Choi Min-chul et Kim Pub-lae                              |
| 2002  | "투명인간 친구 narr." "라이브 스피커 켜 narr. " "끝" "진짜 내 모습을 보여주고 싶어 narr." | B.O. Who R. U.?                                      | avec Lee Na-young                                                           |
| 2002  | "마리아의 목욕 (Maria's Bath)" | B.O. H                                               | avec Ji Jin-hee et Yum Jung-ah                                              |
| 2003  | "Fly Me to the Moon (에반게리온)" | 내 인생의 영화음악 (영화에게 띄우는 14인의 러브레터) | Plusieurs artistes                                                          |
| 2004  | "별 (The Stars)" "어머니 (Mother)" "코르니유 영감의 비밀 (Master Cornille’s Secret)" "마지막 수업 (The Last Lesson)" | 별 (The Stars)                                       | Audiobook lu par Cho Seung-woo. Histoire d’Alphonse Daudet.                 |
| 2004  | "There Is No Choice" "This Is the Moment" "The Transformation" "Alive" "The Way Back" | Jekyll & Hyde (comédie musicale)                     |                                                                             |
| 2004  | "축복의 길" "생각해봐요" | 내게로 오세요                                        | Album de Ha Kyung-hye                                                       |
| 2005  | "작은 너에게 (A Little Thing For You)" | 서정 (抒情)                                          | Dixième album de Boohwal                                                    |
| 2005  | "Tear Me Down" "Wig in a Box" "Angry Inch" | Hedwig and the Angry Inch (comédie musicale)         | avec Oh Man-seok, Kim Da-hyun et Song Yong-jin                              |
| 2006  | "Lost In The Darkness" "I Must Go On" "Take Me As I Am" "This Is the Moment" "Now There Is No Choice" "The Transformation" "Alive 1" "His Work and Nothing More" "Alive 2" "Streak of Madness" "It’s A Dangerous Game" "The Way Back" "Lucy’s Dream" "Confrontation" "The Wedding"                | Jekyll & Hyde (comédie musicale)                     | avec Lee Hye-kyung, Kim Sung-ki, Kim Bong-hwan et Kim Sun-young             |
| 2007  | "Man of La Mancha" "Dulcinea" "Golden Helmet of Mambrino" "The Impossible Dream" "The Impossible Dream Reprise" | Man of La Mancha                                     | avec Lee Hoon-jin et Kim Sun-young                                          |
| 2008  | "청춘의 불꽃 (The Flame of Youth)" "위 아 데블스 (We’re Devils)" "신이 나는 청춘 (Proud Mary)" | Go Go 70s Digital Single                             | Cho Seung-woo et The Devils                                                 |
| 2008  | "Intro : We’re Devils" "Mustang Sally" "Soulman" "I’ve Been Loving You too Long (to Stop Now)" "U Got Me Bad" "청춘의 불꽃 (The Flame of Youth)" "신이 나는 청춘 (Proud Mary)" "Fungky Tone" "Land of 1000 Dances" "고고춤을 춥시다" "One of kind" "새타령"                                       | B.O. Go Go 70s                                       | Cho Seung-woo et The Devils                                                 |
| 2009  | "이 길 위에 서서 (Standing on The Road)" | Lee Young-mi 1st Single                              |                                                                             |
| 2011  | "이 길 위에 서서 (Standing on The Road)" | Love Universe                                        | album de Lee Young-mi                                                       |
| 2011  | "오 놀라운 구세주 예수 내 주 (A Wonderful Saviour Is Jesus My Lord)" | I Am Melody, Vol. 2                                  | Plusieurs artistes                                                          |
| 2012  | "복숭아나무 (The Peach Tree)" | B.O. The Peach Tree                                  |                                                                             |
| 2013  | "Tear Me Down" "The Origin of Love" "Sugar Daddy" "Angry Inch" "Random Number Generation" "Wig in a Box" "Wicked Little Town" "The Long Grift" "Hedwig's Lament" "Exquisite Corpse" "Wicked Little Town (Reprise)" "Midnight Radio" "The Origin of Love (Acoustic ver)"                           | Hedwig and the Angry Inch                            | avec Lee Young-mi et Angry Inch Band                                        |
| 2015  | "꽃이 피고 지듯이" | B.O. The Throne                                      |                                                                             |
| 2015  | "금단의 꽃" "어쩌나 이마음" "우리는" "사랑을 전해요" "두려워 말어" "하룻밤이 천년" "반가운 나의 사랑" "발길을 뗄 수 없으면" "뭐였을까" "알 수가 없어" "번갯불에 쏘인 것처럼" "꽃을 사세요" "오, 카인즈" "구원과 단죄" "다만 지나치지 않게" "자적산의 전설 Rep." "발길을 뗄 수 없으면 Rep."        | Werther                                              | avec Jeon Mi-do, Moon Jong-won, Choi Na-rae, Kang Seong-wook, Song Na-young |
| 2016  | "Intro" "Tear Me Down" "The Origin of Love" "Scene: Hansel Meets Luther (East Berlin, 1988)" "Sugar Daddy" "Angry Inch" "Wig in a Box" "Wicked Little Town" "The Long Grift" "Hedwig's Lament" "Exquisite Corpse" "Wicked Little Town (Reprise)" "Midnight Radio" "Encore" "In Your Arms Tonight" | Hedwig: New Make Up (Live album)                     | avec Seomoon Tak et Angry Inch Band                                         |